# بيير دي ماريفو
بيير كارلت دي ماريفو (بالفرنسية: Pierre Carlet de Chamblain de Marivaux) ويسمى أحيانا  بيير كارليت دي شامبلين دي ماريفو ولكن معروف أكثر بماريفو و لد في 4 فبراير 1688 وتعمد في 8 فبراير 1688 بباريس وتوفى بنفس المكان في 12 فبراير 1763. وهو كاتب فرنسي.

## روابط خارجية
- بيير دي ماريفو على موقع IMDb (الإنجليزية)
- بيير دي ماريفو على موقع الموسوعة البريطانية (الإنجليزية)
- بيير دي ماريفو على موقع قاعدة بيانات برودواي على الإنترنت (الإنجليزية)
- بيير دي ماريفو على موقع قاعدة بيانات برودواي على الإنترنت (الإنجليزية)
- بيير دي ماريفو على موقع إن إن دي بي (الإنجليزية)
- بيير دي ماريفو على موقع قاعدة بيانات الفيلم (الإنجليزية)